# Памятник Ленину на площади Ленина (Владимир)
Памятник Ленину на площади Ленина — монументальное изваяние русского революционера и основателя советского государства Владимира Ильича Ленина, расположенное во Владимире. 
Памятник установлен на одноимённой площади на пересечении улицы Горького и Октябрьского проспекта. 
Инициатива установки памятника Ленину и назвать площадь в его честь принадлежала рабочим тракторного завода. Монумент был торжественно 24 августа 1958 года и было приурочено к празднованию 850-летию города. В этот день на площади собралось почти всё население города
Ленин изображён во весь рост, в костюме, без головного убора. Взгляд устремлён вперёд. Правой рукой придерживает борт жилета, а левой — свиток.